# پایگاه دانش شخصی
پایگاه دانش شخصی (به انگلیسی: Personal knowledge base) یا (اختصاری PKB) یک ابزار الکترونیکی است که توسط یک فرد برای ذخیره، پخش و  بازیابی دانش شخصی استفاده می‌شود. تفاوت آن با یک پایگاه داده سنتی در این است که حاوی مطالب ذهنی خاص برای خود فرد است، که ممکن است دیگران با آن موافق نباشند و به آن اهمیت ندهند. نکته مهم این است که یک PKB عمدتاً از دانش تشکیل شده است تا اطلاعات. به عبارت دیگر، این مجموعه ای از اسناد یا منابع دیگری نیست که یک فرد با آن مواجه شده است، بلکه بیانگر دانشی است که مالک آن را از منابع یا جای دیگر استخراج کرده است.
اصطلاح personal knowledge base در اوایل دهه ۱۹۸۰ ذکر شد، اما این اصطلاح در دهه ۲۰۰۰ زمانی که توسط دانشمند کامپیوتر استفان دیویس و همکارانش به‌طور مفصل توصیف شد، برجسته شد. اساسی ترین تفاوت در بین PKB ها در مدل داده است.